# Шарженга
Ша́рженга (рос. Шарженга) — селище у складі Нікольського району Вологодської області, Росія. Входить до складу Зеленцовського сільського поселення.

## Населення
Населення — 145 осіб (2010; 189 у 2002).
Національний склад (станом на 2002 рік):
- росіяни — 98 %